# Бісмут
Бісмут або вісмут (Bi) — хімічний елемент з атомним номером 83 та його проста речовина — крихкий метал сріблястого кольору.

## Загальна характеристика
Бісмут —  тривалентний метал, подібний до арсену та стибію. Бісмут трапляється в природі у вільному стані, хоча для видобутку значення мають мінерали, утворені його сульфідами чи оксидами. Металевий бісмут на 86 % легший від свинцю, крихкий, сріблястого кольору, але із рожевим відблиском, що зумовлено плівкою оксиду на поверхні. Металевий бісмут відомий з давніх часів, однак до 18-го століття його не відрізняли від свинцю чи олова, оскільки він схожий на них виглядом і фізичними властивостями. Етимологія його назви достовірно не відома, але зазвичай вважають, що назва походить від німецької фрази "weiße Masse".
Бісмут є найсильнішим діамагнетиком з металів, його теплопровідність також одна з найнижчих, окрім ртуті.
В періодичній системі елементів Бісмут завершує ряд елементів, що мають стабільні ізотопи. Хоча сам бісмут є трохи радіоактивним: єдиний природний ізотоп бісмуту 209Bi зазнає альфа-розпаду в 205Tl з періодом напіврозпаду в понад 1 000 000 000 разів більшим, ніж очікуваний вік Всесвіту.
Сполуки Бісмуту застосовують у косметиці, медицині та інших галузях. Бісмут має незвичайно низьку токсичність як для важкого металу. З огляду на токсичність свинцю та бажання замінити його на бісмут, попит на бісмут зростає.

## Історія
Бісмут (новолатинське bismuth від німецького Wismuth, що походить від weiße Masse, "біла маса") в древні часи плутали із оловом і свинцем через їхню деяку схожість властивостей та зовнішнього вигляду. Бісмут відомий з давніх часів, тому достовірно не відома людина, яка його відкрила. Агрікола у праці De Natura Fossilium 1546 року з'ясував, що бісмут є окремим металом у сімействі металів олова та свинцю, базуючись на досліджені властивостей металів. Клод Жоффруа продемонстрував 1753 року, що цей метал відрізняється від олова та свинцю.
Бісмут був відомий також інкам та використовувався (разом із міддю й оловом) у спеціальній бронзі для ножів.

## Властивості

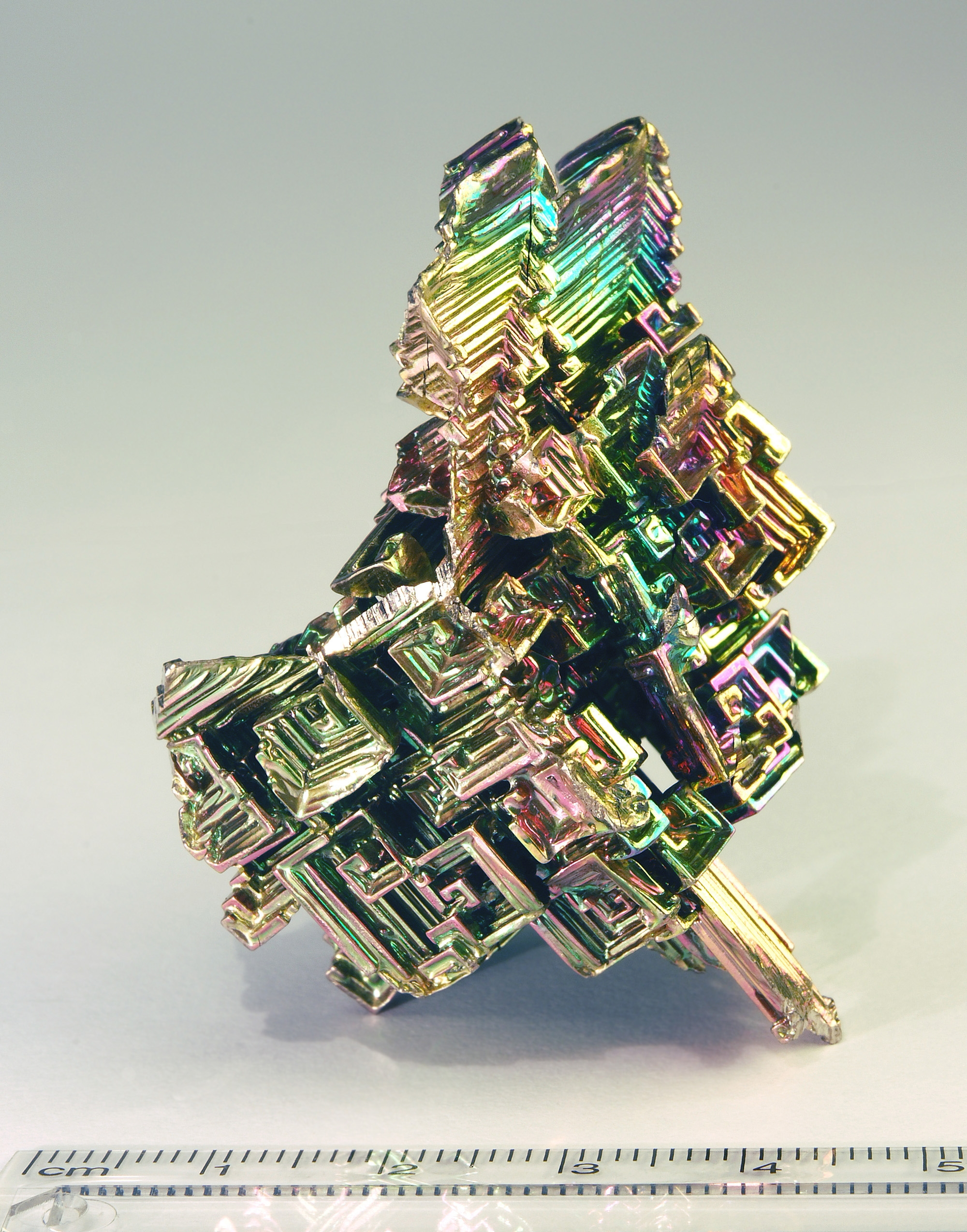
Кристал бісмуту

### Фізичні властивості
Бісмут — крихкий сріблястий метал з білим, сріблясто-рожевуватим відливом, зумовленим плівкою оксиду. Плівка переливається різними кольорами від синього до червоного внаслідок інтерференції. В атмосфері кисню бісмут горить блакитним полум'ям і його оксид утворює жовтий дим. Його токсичність набагато нижча, ніж у сусідів по періодичній таблиці, таких як свинець, олово, телур, стибій чи полоній.
Можливо, унунпентій є теоретично більш діамагнітним, всі інші метали поступаються бісмуту за цією властивістю. Він є найбільш діамагнітним з усіх природних металів. (Супердіамагнетизм — це інший фізичний феномен.) Також серед усіх металів він має другу з кінця теплопровідність (після ртуті) та найбільший ефект Холла. Бісмут має високий питомий електричний опір. В тонкому шарі бісмут є напівпровідником, кращим від інших металів.
Елементарний бісмут — одна з небагатьох речовин, рідка фаза якої має густину більшу, ніж тверда фаза (вода і галій — інші відомі приклади). Бісмут розширюється на 3,32 % при застиганні.
Високочистий бісмут утворює красиві кристали, вони відносно малотоксичні й мають невисоку температуру плавлення — 271 °C, тож їх можна виростити у домашніх умовах, хоча зазвичай такі кристали матимуть нижчу якість від отриманих у лабораторії.

### Хімічні властивості
За низьких температур бісмут стійкий як до сухого, так і до вологого повітря. Нагрітий до червоного жару, реагує з водою з утворенням оксиду бісмуту (III).
2 Bi + 3 H2O → Bi2O3 + 3 H2
Він реагує із надлишком флуору з утворенням фториду бісмуту(V) .
2 Bi + 5 F2 → 2 BiF5
Якщо фтору недостатньо, то утворюється фторид бісмуту(III).
2 Bi + 3 F2 → 2 BiF3
Він також реагує з іншими галогенами з утворенням бісмуту(III) галогенідів.
2 Bi + 3 Cl2 → 2 BiCl3
2 Bi + 3 Br2 → 2 BiBr3
2 Bi + 3 I2 → 2 BiI3
Він розчиняється у концентрованій сірчаній кислоті з утворенням сульфату бісмуту(III) та оксиду сірки(IV).
6 H2SO4 + 2 Bi → 6 H2O + Bi2(SO4)3 + 3 SO2
Реагує із азотною кислотою з утворенням нітрату бісмуту.
Bi + 6 HNO3 → 3 H2O + 3 NO2 + Bi(NO3)3
Також він розчиняється у соляній кислоті, але тільки у присутності кисню.
4 Bi + 3 O2 + 12 HCl → 4 BiCl3 + 6 H2O

### Ізотопи
У природі трапляється лише один ізотоп бісмуту, 209Bi, який традиційно вважається найважчим із природних стабільних ізотопів, однак він довго вважався теоретично нестабільним. Врешті-решт, це було продемонстровано у 2003, коли дослідники із Institut d'Astrophysique Spatiale в місті Орсе, Франція, зареєстрували альфа-випромінення 209Bi, період напіврозпаду якого склав понад 1,9×1019 років,. В усіх застосуваннях у промисловості й медицині можна вважати бісмут цілком стабільним та нерадіоактивним. Його радіоактивність має тільки науковий інтерес, оскільки вона була спочатку передбачена, а потім виявлена експериментально. 209Bi має найдовший період напіврозпаду серед усіх відомих альфа-активних ізотопів, і один із найдовших серед усіх радіоактивних ізотопів (існує кілька ізотопів з більшим часом життя, які зазнають подвійний бета-розпад).
Деякі ізотопи бісмуту утворюються у природі в процесі розпаду урану-235, урану-238 та торію-232, але вони мають невеликий період напіврозпаду та утворюються у невеликих кількостях.
Бісмут має дуже стабільний ядерний ізомер 210mBi з періодом напіврозпаду 3,04(6)·106 років.

### Поширеність
В земній корі бісмуту приблизно в 2 рази більше ніж золота. Його не вигідно добувати як основний продукт. Частіше він є побічним продуктом видобутку таких металів як свинець, вольфрам, олово, мідь, а також срібло.

## Виробництво
| Час           | Ціна (USD/фунт) |
| ------------- | --------------- |
| Грудень 2000  | 3,85–4,15       |
| Листопад 2002 | 2,70–3,10       |
| Грудень 2003  | 2,60–2,90       |
| Червень 2004  | 3,65–4,00       |
| Вересень 2005 | 4,20–4,60       |
| Вересень 2006 | 4,50–4,75       |
| Листопад 2006 | 6,00–6,50       |
| Грудень 2006  | 7,30–7,80       |
| Березень 2007 | 9,25–9,75       |
| Квітень 2007  | 10,50–11,00     |
| Червень 2007  | 18,00–19,00     |
| Листопад 2007 | 13,50–15,00     |

Продукування бісмуту в 2005 р.

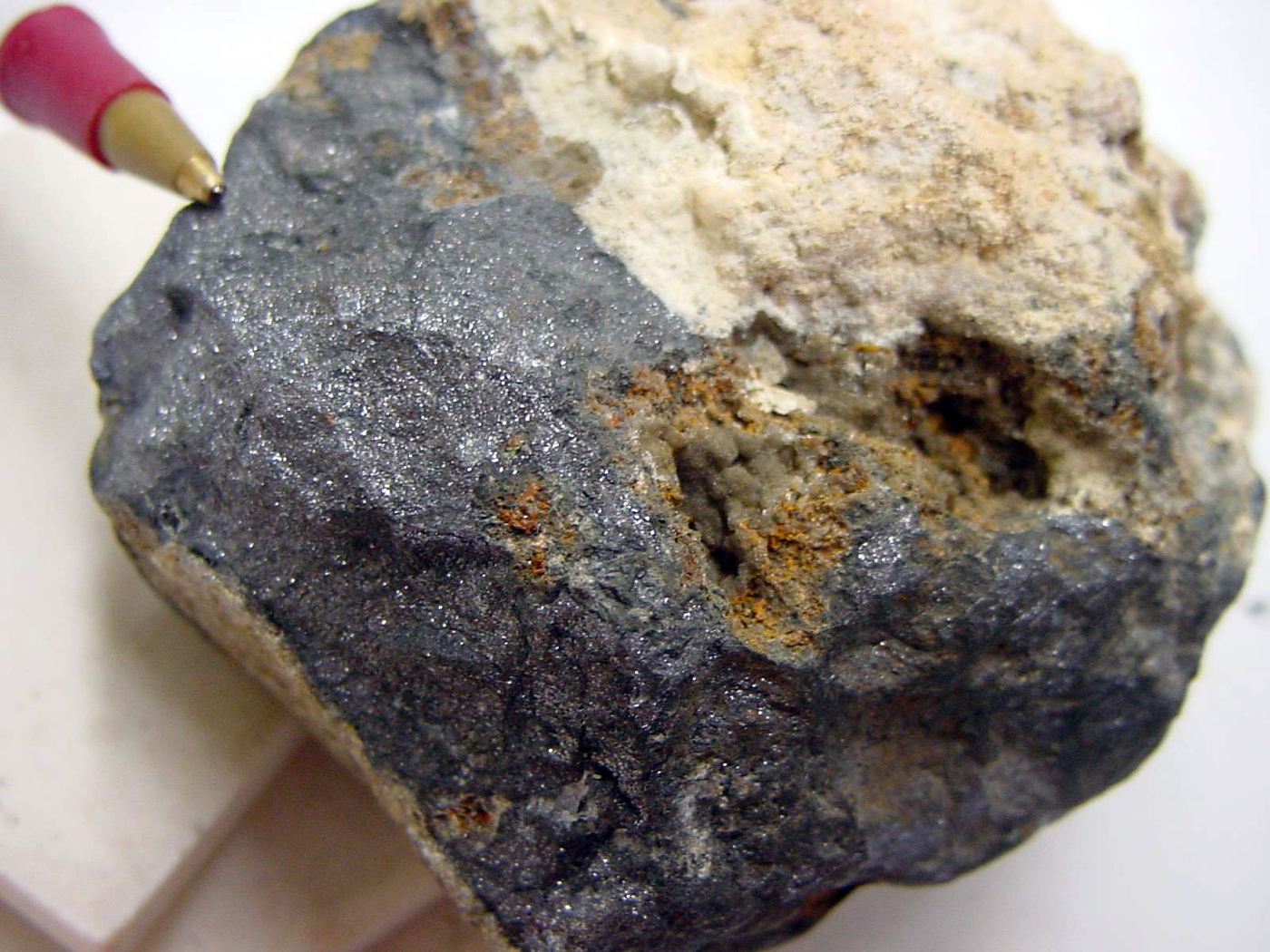
Мінерал бісміт.

Найважливіші руди бісмуту — це бісмутин та бісмутит. У 2005, Китай став найбільшим продуцентом бісмуту, та його частка склала близько 40 % світового видобутку, за ним йшли Мексика та Перу за повідомленнями British Geological Survey.
Згідно з United States Geological Survey, у 2009 світовий видобуток бісмуту склав близько 7300 тонн, з найбільшим внеском Китаю (4500 тонн), Мексики (1200 тонн) та Перу (960 тонн). Світове виробництво рафінованого бісмуту у 2008 році склало 15000 тонн, частка Китаю в якому склала 78 %, Мексики 8 % та Бельгії 5 %.
Різниця між видобутком та рафінуванням бісмуту відбиває його роль як супутнього металу. В процесі рафінування бісмут циркулює у свинцевому «бульйоні» (який може містити до 10 % бісмуту) протягом декількох циклів рафінування, поки не буде виділений за допомогою процесу Кролля-Бетертона або процесу Бетса. Процес Кролля-Бетертона використовує пірометалургічне відділення з розплавленого свинцю кальцієво-магнієво-бісмутових друз, що містять також інші метали (срібло, золото, цинк, трохи свинцю, мідь, телур, та арсен), які потім видаляються за допомогою різних засобів. На цьому етапі отримують чистий бісмут (більш ніж 99 % Bi). Процес Бетса полягає в електрорафінуванні бісмуту у фторосилікатно-гідрофторосилікатному кислотному електролізі, даючи на виході чистий свинець на катоді та анодний шлам, що містить бісмут.
Згідно з «Bismuth Advocate News»,
ціна на металічний бісмут з кінця 2000 до середини 2005 змінювалася від $2,60 до $4,15 за фунт, однак після цього періоду ціна на нього різко підвищилася, що було обумовлено різкім підвищенням попиту на безсвинцеві сплави. Нові копальні в Канаді та В'єтнамі можуть допомогти подолати нестачу бісмуту, однак навряд ціни на бісмут повернуться до колишнього рівня. Для кінцевого покупця ціни на бісмут починаються із US$39,40 за кг ($17,90 за фунт) на початку 2008, та US$35,55 за кг (US$16,15 за фунт) в середині 2008.

### Вторинна переробка
Попри те, що бісмут зараз доступний як побічний продукт виробництва інших металів, дуже важливим є його вторинна переробка. Вторинна переробка бісмуту доволі складна, в основному внаслідок того, що в багатьох кінцевих застосуваннях частка його в перероблюваному об'єкті мала. Імовірно, найпростішими об'єктами для повторної переробки були б великі об'єкти у вигляді зливків, або спаяних об'єктів. Половина світового вжитку бісмуту у вигляді припою припадає на електроніку. Коли вторинна сировина містить мало припою, а припій містить мало бісмуту, переробка стає дорожчою та складнішою. Попри те, що припій з високим вмістом срібла вартий переробки в будь-якому разі.
Наступними об'єктами для вторинної переробки бісмуту могли б бути каталізатори з хорошим вмістом бісмуту, такі як фосфомолібдат бісмуту, бісмут, що використовувався у гальванотехніці, та додатки до сплавів. Крім того, бісмут використовується у таких галузях, де він на сьогодні практично не підлягає вторинній переробці: стоматологія (основний саліцилат бісмуту), як пігмент (ванадат бісмуту), у косметиці (оксихлорид бісмуту), та виробництві бісмут-вмісних куль. Про життєвий цикл інших сплавів бісмуту відомо дуже мало інформації.

## Хімічні сполуки
У своїх сполуках бісмут може бути одно-, дво-, три- або п'ятивалентний. Тривалентні сполуки найпоширеніші. Багато з їх властивостей подібні до сполук арсену та стибію, за виключенням значно меншої токсичності сполук цього хімічного елементу. Причому, п'ятивалентні сполуки бісмуту проявлять окисні властивості, та деякі з них (бісмутати) використовуються в лабораторії як окисники.
Оксиди та сульфіди
За високих температур пари бісмуту швидко з'єднуються з киснем, утворюючи жовтий оксид, Bi2O3. При реакції з основами, цей оксид утворює дві серії оксианіонів: BiO−
2, що є полімерними, та утворюють ланцюги, та BiO3−
3. Аніон у Li3BiO3 є октамерним кубічним аніоном, Bi8O24−
24, тоді як аніон у Na3BiO3 є тетрамерним.
Темно-червоний оксид бісмуту(V) , Bi2O5, є нестійким та виділяє O2 при нагріванні, з утворенням Bi2O3.
Бісмуту сульфід, Bi2S3, міститься у природних мінералах бісмуту. А також може бути отриманий при реакції сірки та бісмуту.
Бісмутин та бісмутиди
На відміну від азоту, фосфору та арсену, але подібно до стибію, бісмут не утворює стабільного гідриду. Гідрид бісмуту, бісмутин (BiH3), є ендотермічною сполукою, що спонтанно розкладається на елементи навіть за кімнатної температури. Він стабільний при температурах нижче -60 °C. Бісмутиди є інтерметалічними сполуками між бісмутом та іншими металами.
Галогеніди
Галогеніди бісмуту в нижніх ступенях окиснення мають незвичайну структуру. Наприклад, хлорид бісмуту(I), BiCl, існує у вигляді комплексних катіона Bi5+
9 та BiCl2−
5 і Bi2Cl−
8-аніонів. Катіон Bi5+
9 має структуру спотвореної тривершинної тригональної призми і також знайдений у Bi10Hf3Cl18, який можна отримати відновленням суміші хлориду гафнію(IV)  та хлориду бісмуту(III) металічним бісмутом, він має структуру [Bi+][Bi5+
9][HfCl2−
6]3. Інші поліатомні катіони бісмуту також відомі, такі як Bi2+
8, знайдений у Bi8(AlCl4)2. Бісмут також утворює нижні броміди зі структурою, подібною до BiCl. Також є справжній монойодид, BiI, що містить ланцюги Bi4I4. BiI при нагріванні диспропорціонує до трийодиду, BiI3, та металічного бісмуту. Монобромід із подібною структурою також відомий.
В ступені окиснення +3, бісмут утворює галогеніди із усіма галогенами: BiF3, BiCl3, BiBr3, and BiI3. Усі вони, за винятком BiF3 гідролізують у воді з утворенням катіона бісмутилу, BiO+. Хлорид бісмуту (III) реагує з хлороводнем в етері утворюючи кислоту HBiCl4.
Сполуки, у яких бісмут знаходиться у ступені окислення +5, зустрічаються набагато рідше. Одна з таких сполук — пентафторид бісмуту BiF5, потужний агент окиснення та фторування. Також він є потужним акцептором фтору, що реагує із тетрафторидом ксенону утворюючи катіон XeF−
3:
BiF5 + XeF4 → XeF3 + BiF−
6
Гідратація
У водних розчинах, йон Bi3+ існує у багатьох станах гідратації, залежно від pH:
| pH діапазон | Частинки        |
| ----------- | --------------- |
| <3          | Bi(H2O)63+      |
| 0-4         | Bi(H2O)5OH2+    |
| 1-5         | Bi(H2O)4(OH)+ 2 |
| 5-14        | Bi(H2O)3(OH)3   |
| >11         | Bi(H2O)2(OH)− 4 |
Ці моноядерні частинки знаходяться у рівновазі. Поліядерні частинки також присутні, найважливіша з яких BiO+, що існує у вигляді гексамеру як октаедричний комплекс Bi6O4(OH)6+
4 (або 6 [BiO+]·2 H2O).

## Застосування

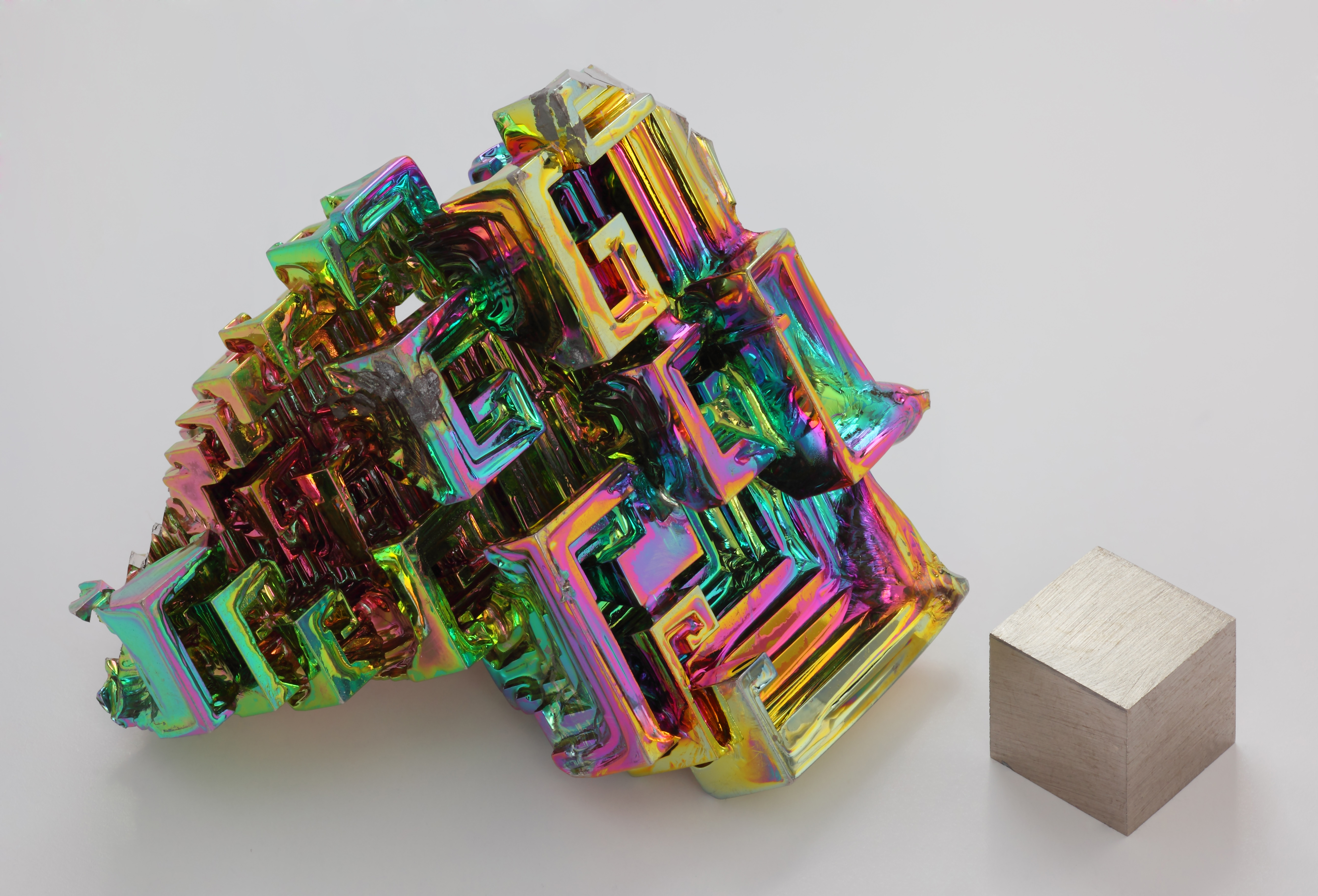
Синтетичний кристал бісмуту. Райдужні відливи викликані наявністю тонкої оксидної плівки на поверхні. Поряд для порівняння подано куб 1 см³ надчистого (99,99 %) бісмуту.

Бісмут має багато комерційних застосувань жоден з яких не споживає дуже багато бісмуту. У США, наприклад, 1 090 тонн бісмуту було витрачено у 2008, з яких 55 % пішло на хімікати (включаючи фармацевтику, пігменти та косметику), 34 % було використано в металургії, 7 % — сплави бісмуту, припої тощо, та залишок для наукових та дослідницьких цілей.

### Медицина та косметика
Бісмут — інгредієнт для деяких медичних та косметичних препаратів, але його використання у цій галузі спадає.
Субсаліцилат бісмуту це діюча речовина у Пептобісмолі та сучаснішому Каопектаті що застосовується при діареї, а також при деяких інших захворюваннях травної системи. Механізм його дії остаточно не відомий. Біброкатол — органічна сполука, що містить бісмут, і використовується для лікування хвороб ока. Субгаллат бісмуту застосовується як активний інгредієнт для знищення запаху у відстійниках. Історично склалося, що сполуками бісмуту лікували сифіліс, а сьогодні субсаліцилат та субцитрат бісмуту застосовують для обробки виразки шлунку.
Оксихлорид бісмуту має деяке застосування у косметиці.

### Сплави
Багато зі сплавів бісмуту мають низьку температуру плавлення та знаходять застосування наприклад для створення припоїв. У протипожежних системах також часто використовують сплав Bi-In-Cd–Sn–Pb що плавиться при 47 °C.

### Інші використання
- Носій для U-235 або U-233 в ядерних реакторах.[5]
- Основний нітрат бісмуту це компонент керамічної глазурі, що надає райдужного забарвлення.
- телурид бісмуту (напівпровідник) має чудовий термоелектричний ефект. Діоди на основі Bi2Te3 використовуються у мобільних холодильниках та процесорних кулерах. А також використовуються як детектори у ІЧ спектрофотометрах.
- Бісмут входить до складу матеріалу BSCCO (Bismuth Strontium Calcium Copper Oxide) який входить у групу надпровідникових матеріалів, відкритих у 1988 з найвищою температурою переходу в надпровідний стан: 110K.[26]
- Bi-213 може бути отриманий шляхом дії на радій гальмівним випромінюванням, що генерується лінійним прискорювачем. У 1997 антитіла, імпрегновані ізотопом Bi-213, який має період напіврозпаду 45 хвилин, й розпадається, випромінюючи альфа-частинки, були використані для лікування лейкемії. Також цей ізотоп випробувано для лікування раку, наприклад у програмі ТАТ (Targeted Alpha Therapy).[27]
- Оксид бісмуту є твердим електролітом для кисню за кімнатної температури.
- Застосування RoHS вимагає заміни токсичного свинцю в традиційних припоях. На початку 1990-х, дослідники почали вивчати бісмут як компонент для припоїв.
- Пігмент для олійних фарб (ванадат бісмуту),
- Компонент для антифрикційних сплавів,
- Каталізатор для отримання акрилового волокна[5]
- Інгредієнт в мастилах,
- Важкий матеріал для виготовлення грузил для рибної ловлі,
- Для виготовлення піротехнічних іграшок ("яйця дракона"[en]), у вигляді оксиду, осно́вного карбонату, або нітрату.
- Замінник свинцю для виготовлення куль. Нідерланди, Велика Британія, США, та багато інших країн заборонили використання свинцевих куль для полювання на птахів. Бісмутово-олов'яний сплав має подібні до свинцю балістичні властивості.

## Токсикологія та екотоксикологія
Наукова література містить дані, що бісмут менш токсичний ніж свинець та інші сусіди бісмуту по періодичній таблиці (стибій, полоній тощо) і він не є біоакумулювальним. Період його напіввиведення 5 діб однак він може існувати роками у пацієнтів, що працюють із бісмутом.. В промисловості це один з найбезпечніших важких металів.
Отруєння бісмутом найбільш вражають нирки та печінку. При хронічному отруєнні бісмутом можливе утворення чорного нальоту на яснах.
Забруднення бісмутом навколишнього середовища вивчене слабко, однак можна вважати, з огляду на малу розчинність сполук бісмуту, що він не становить високої небезпеки для природи.